# Grande forêt bulgare
La grande forêt bulgare (Българска гора en bulgare, Bелика српска шума en serbe, Mεγάλο Θρακικό δάσος en grec, Magna Bulgarica Silva ou Silva Bulgarorum en latin) est une forêt tempérée primaire, ou dominaient les chênes, qui s'étendait dans l'Antiquité, au temps des Thraces, entre Belgrade et l'extrémité orientale du col de la porte de Trajan au début de la plaine de Thrace.
La référence à la Bulgarie et le nom latin de la forêt remontent aux chroniqueurs des trois premières croisades le long de la moitié de la Via Militaris, en Bulgarie byzantine. La forêt a jadis abrité Pierre l'Ermite et des proscrits bogomiles. 
Commencée dès l'époque romaine et intensifiée au Moyen Âge, la déforestation de la grande forêt bulgare a toutefois laissé des parcelles forestières résiduelles sur les reliefs serbes et bulgares, notamment en Pomoravie serbe et dans la région bulgare autour de la capitale Sofia.  La chasse à l'aurochs, au bison d'Europe et aux bièvres (pour la fourrure) a fait disparaître ces espèces dès le Haut Moyen Âge.